# Mistrzostwa Litwy w piłce nożnej mężczyzn
Mistrzostwa Litwy w piłce nożnej (lit. Lietuvos futbolo čempionatas) – rozgrywki piłkarskie, prowadzone cyklicznie – corocznie lub co sezonowo (na przełomie dwóch lat kalendarzowych) – mające na celu wyłonienie najlepszej męskiej drużyny na Litwie.

## Historia
Mistrzostwa Litwy w piłce nożnej oficjalne rozgrywane są od 1990 roku. Obecnie rozgrywki odbywają się w wielopoziomowych ligach: A lyga, I lyga, II lyga oraz niższych klasach regionalnych.
Do I wojny światowej Litwa była pod panowaniem Cesarstwa Niemieckiego (Kłajpeda) oraz Imperium Rosyjskiego (Szawle, Kowno i Wilno). 25 kwietnia 1907 roku w Tylży powstał pierwszy litewski klub piłkarski Lituania Tilsit, w 1909 w Kłajpedzie pruski SC Preußen Memel, potem następne. W 1908 w Prusach został założony Baltischen Rasensport Verband, który organizował Bałtyckie Mistrzostwa w sezonie 1908 (do 1910 uczestniczyły jedynie mistrzowie miast Danzig, Königsberg i Elbing). W sezonie 1910/11 również dołączyły kluby z innych miast, m.in. Lituania Tilsit i MTV Tilsit z Tylży, MTV Memel z Kłajpedy, VfB Königsberg, SV Prussia-Samland Königsberg, ASC Königsberg i FC Germania Königsberg z Królewca, Preußen Insterburg i SV Insterburg z Įsrūtisa, Preußen Gumbinnen z Gąbina. Po sezonie 1913/14 rozgrywki zostały zawieszone przez rozpoczęcie I wojny światowej. 2 listopada 1918 Litwa proklamowała niepodległość.
Po założeniu litewskiej federacji piłkarskiej – LFF w 1922 roku, rozpoczął się proces zorganizowania pierwszych rozgrywek o mistrzostwo Litwy. Pierwsza edycja mistrzostw Litwy startowała w sezonie 1922. Pierwszym mistrzem został LFLS Kowno, który powtórzył ten sukces i w następnym sezonie. Mistrzostwa Litwy w sezonie 1939/40 zostały zawieszone, tak jak 15 czerwca 1940 wojska radzieckie wkraczają do Litwy, a w lipcu została utworzona Litewska SRR w składzie ZSRR. W sezonie 1941 mistrzostwa Litewskiej SRR po 5 kolejkach zostały przerwane tak jak w końcu czerwca nastąpiła okupacja niemiecka. W sezonach 1942 i 1942/43 rozgrywki o mistrzostwo Litwy zostały wznowione, ale w 1943/44 znów zawieszone z powodu ataku Armii Radzieckiej, w wyniku którego ZSRR ponownie okupują Litwę. W 1945 ponownie startują mistrzostwa Litewskiej SRR. To nie były pełnowartościowe mistrzostwa tak jak najlepsze kluby kraju uczestniczyły w mistrzostwach ZSRR.
11 marca 1990 Litwa deklaruje niepodległość. W 1990 organizowano rozgrywki Baltic League, w których razem z najlepszymi klubami Estońskiej SRR, Łotewskiej SRR oraz rosyjskim Progress Czerniachowsk brały udział najlepsze drużyny Litwy – Žalgiris Wilno, Sirijus Kłajpeda, Ekranas Poniewież, Jovaras Możejki, ASMM Inkaras Kowno, Banga Kowno, Sakalas Szawle, Neris Wilno i Sūduva Mariampol. Reszta 16 zespołów walczyły w najwyższej litewskiej lidze zwanej Aukščiausioji lyga. Następnie po 4 najlepsze zespoły z obu lig systemem pucharowym wyłaniały mistrza kraju. Pierwszym mistrzem po odzyskaniu niepodległości został Sirijus Kłajpeda.
Rozgrywki najwyższej ligi zwanej Lietuvos lyga w obecnym formacie zainaugurowano w sezonie 1991. W sezonie 1991/92 liga przyjęła obecną nazwę A lyga, a rozgrywki odbywały się systemem jesień-wiosna. Od roku 1999 odbywają się zgodnie z systemem wiosna-jesień w 4 rundy.

## Mistrzowie i pozostali medaliści
| Sezon                                                                | K | K | T | Mistrz       | Wicemistrz         | III miejsce                           | Br. | Król strzelców | Uwagi                                             |
| Mistrzostwa Litwy w piłce nożnej (lit. Lietuvos futbolo čempionatas) |   |   |   |              |                    |                                       |     |                |                                                   |
| 1922                                                                 |   |   | 1 | LFLS Kowno   | LFLS Szańce        | LFLS-2 Kowno                          |     |                | 6 klubów                                          |
| 1923                                                                 |   |   | 2 | LFLS Kowno   | KSK Kowno          | Kovas Kowno                           |     |                | 4 kluby                                           |
| 1924                                                                 |   |   | 1 | Kovas Kowno  | Sportverein Szawle | LFLS Kowno MTV Szawle                 |     |                | 2 grupy po 4,6 klubów                             |
| 1925                                                                 |   |   | 2 | Kovas Kowno  | LFLS Szawle        | Freya Kłajpeda                        |     |                | 3 grupy po 4,6,3 kluby                            |
| 1926                                                                 |   |   | 3 | Kovas Kowno  | KSS Kłajpeda       | LFLS Szawle Sportverein Pojegi        |     |                | 3 grupy po 4,6,4 kluby                            |
| 1927                                                                 |   |   | 3 | LFLS Kowno   | Sportverein Pojegi | LFLS Szawle Spielvereinigung Kłajpeda |     |                | 3 grupy po 5,9,2 kluby                            |
| 1928                                                                 |   |   | 1 | KSS Kłajpeda | LFLS Kowno         | LDS Szawle                            |     |                | 3 grupy po 6,10,4 kluby                           |
| 1929                                                                 |   |   | 2 | KSS Kłajpeda | LFLS Kowno         | KSK Kultus Kowno Freya Kłajpeda       |     |                | 2 grupy po 6,5 klubów                             |
| 1930                                                                 |   |   | 3 | KSS Kłajpeda | LFLS Kowno         | Sveikata Kibarty Makabi Szawle        |     |                | 4 grupy po 7,4,3,5 klubów                         |
| 1931                                                                 |   |   | 4 | KSS Kłajpeda | Kovas Kowno        | Freya Kłajpeda                        |     |                | 7 klubów                                          |
| 1932                                                                 |   |   | 4 | LFLS Kowno   | KSS Kłajpeda       | LGSF Kowno                            |     |                | 8 klubów                                          |
| 1933                                                                 |   |   | 4 | Kovas Kowno  | LFLS Kowno         | LGSF Kowno                            |     |                | 7 klubów                                          |
| 1934                                                                 |   |   | 1 | MSK Kowno    | LFLS Kowno         | LGSF Kowno                            |     |                | 7 klubów                                          |
| 1935                                                                 |   |   | 5 | Kovas Kowno  | KSS Kłajpeda       | Sakalas Szawle Šaulys Wiłkomierz      |     |                | 7 grup, potem sys.puch.                           |
| 1936                                                                 |   |   | 6 | Kovas Kowno  | LFLS Kowno         | LGSF Kowno                            |     |                | 8 klubów                                          |
| 1937                                                                 |   |   | 5 | KSS Kłajpeda | Kovas Kowno        | LFLS Kowno                            |     |                | 9 klubów                                          |
| 1937/38                                                              |   |   | 6 | KSS Kłajpeda | LGSF Kowno         | Švyturys Kłajpeda                     |     |                | 10 klubów                                         |
| 1938/39                                                              |   |   | 1 | LGSF Kowno   | Kovas Kowno        | KSS Telsze                            |     |                | 8 klubów                                          |
| 1939/40                                                              |   |   |   |              |                    |                                       |     |                | rozgrywek nie dokończono przez okupację radziecką |
| 1941                                                                 |   |   |   |              |                    |                                       |     |                | rozgrywek nie dokończono przez okupację niemiecką |
| 1942                                                                 |   |   | 5 | LFLS Kowno   | MSK Poniewież      | Gubernija Szawle LFLS Wilno           |     |                | 7 grup, potem sys.puch.                           |
| 1942/43                                                              |   |   | 1 | Tauras Kowno | MSK Poniewież      | Gubernija Szawle LGSF Wilno           |     |                | 7 grup, potem sys.puch.                           |
| 1943/44                                                              |   |   |   |              |                    |                                       |     |                | rozgrywek nie dokończono przez okupację radziecką |

| 1945–1989 | Mistrzostwa ZSRR |

| Sezon                                                                             | K | K | T | Mistrz                   | Wicemistrz               | III miejsce                       | Br. | Król strzelców | Uwagi                              |
| Mistrzostwa Litewskiej SRR w piłce nożnej (lit. Lietuvos TSR futbolo čempionatas) |   |   |   |                          |                          |                                   |     | |                                    |
| 1945                                                                              |   |   | 1 | Spartakas Kowno          | Dinamo Wilno             | Sodyba Kłajpeda, Spartakas Szawle | ?   | ? | 2 rundy, 4gr.+sys.puch., 15 klubów |
| 1946                                                                              |   |   | 1 | Dinamo Kowno             | Spartakas Kowno          | Lokomotyvas Panevėžys             | ?   | ? | 8 klubów                           |
| 1947                                                                              |   |   | 1 | Lokomotyvas Kowno        | Spartakas Szawle         | Žalgiris Kłajpeda                 | ?   | ? | 10 klubów                          |
| 1948                                                                              |   |   | 1 | Elnias Szawle            | Žalgiris Taurogi         | Spartakas Wilno                   | ?   | ? | 2 rundy, 2gr.po 9 i 10 klubów      |
| 1949                                                                              |   |   | 2 | Elnias Szawle            | Inkaras Kowno            | Vėliava Szawle                    | ?   | ? | 15 klubów                          |
| 1950                                                                              |   |   | 1 | Inkaras Kowno            | Elnias Szawle            | Audra Kłajpeda                    | ?   | ? | 2 rundy, 2gr.po 8 klubów           |
| 1951                                                                              |   |   | 2 | Inkaras Kowno            | Elnias Szawle            | Audiniai Kowno                    | ?   | ? | 12 klubów                          |
| 1952                                                                              |   |   | 1 | Karininkų namai Wilno    | Inkaras Kowno            | Elnias Szawle                     | ?   | ? | 12 klubów                          |
| 1953                                                                              |   |   | 3 | Elnias Szawle            | Inkaras Kowno            | Lima Kowno                        | ?   | ? | 13 klubów                          |
| 1954                                                                              |   |   | 3 | Inkaras Kowno            | Lima Kowno               | Elnias Szawle                     | ?   | ? | 12 klubów                          |
| 1955                                                                              |   |   | 1 | Lima Kowno               | Raudonasis Spalis Kowno  | Elfa Wilno                        | ?   | ? | 11 klubów                          |
| 1956                                                                              |   |   | 1 | Linų Audiniai Płungiany  | Elnias Szawle            | MSK Panevėžys                     | 28  | Algimantas Lucinavičius (MSK Panevėžys) | 12 klubów                          |
| 1957                                                                              |   |   | 4 | Elnias Szawle            | Inkaras Kowno            | Linų Audiniai Płungiany           | 22  | Petras Škėlovas (Raudonasis Spalis Kowno) | 14 klubów                          |
| 1958                                                                              |   |   | 5 | Elnias Szawle            | Raudonoji Žvaigždė Wilno | Spartakas Wilno                   | 11  | Petras Škėlovas (Raudonasis Spalis Kowno) | 12 klubów                          |
| 1958/59                                                                           |   |   | 2 | Raudonoji Žvaigždė Wilno | KKI Kowno                | Elnias Szawle                     | ?   | ? | 12 klubów                          |
| 1959/60                                                                           |   |   | 6 | Elnias Szawle            | Raudonoji Žvaigždė Wilno | Linų Audiniai Płungiany           | 15  | Raimondas Prikockis (Elnias Szawle), A. Stankevičius (Spartakas-2 Wilno)                                                                                | 12 klubów                          |
| 1960/61                                                                           |   |   | 7 | Elnias Szawle            | Baltija Kłajpeda         | Inkaras Kowno                     | 22  | Algimantas Lucinavičius (Laisvė Kretynga) | 2 rundy, 2gr.po 12 klubów          |
| 1961/62                                                                           |   |   | 1 | Atletas Kowno            | Granitas Kłajpeda        | Inkaras Kowno                     | 22  | Romualdas Kazlauskas (MSK Panevėžys) | 2 rundy, 2gr.po 12 klubów          |
| 1962/63                                                                           |   |   | 1 | Statyba Poniewież        | Politechnika Kowno       | Inkaras Kowno                     | 23  | Vytautas Juknys (Politechnika Kowno) | 2 rundy, 2gr.po 12 klubów          |
| 1964                                                                              |   |   | 4 | Inkaras Kowno            | Statyba Poniewież        | Minija Kretynga                   | 26  | Petras Siniakovas (Inkaras Kowno) | 16 klubów                          |
| 1965                                                                              |   |   | 5 | Inkaras Kowno            | Saliutas Wilno           | Statyba Poniewież                 | 26  | Petras Siniakovas (Inkaras Kowno) | 16 klubów                          |
| 1966                                                                              |   |   | 1 | Nevėžis Kiejdany         | Statybininkas Szawle     | Saliutas Wilno                    | 19  | Petras Siniakovas (Inkaras Kowno) | 15 klubów                          |
| 1967                                                                              |   |   | 3 | Saliutas Wilno           | Inkaras Kowno            | Nevėžis Kiejdany                  | 13  | S. Kuncevičius (Žalgiris Nowa Wilejka), J. Mėlinauskas (Inkaras Kowno), Kornelijus Skeivys (Statybininkas Szawle), Romas Skeivys (Statybininkas Szawle) | 15 klubów                          |
| 1968                                                                              |   |   | 2 | Statyba Poniewież        | Nevėžis Kiejdany         | Statybininkas Szawle              | 18  | Romas Jokubaitis (Statyba Poniewież) | 16 klubów                          |
| 1969                                                                              |   |   | 1 | Statybininkas Szawle     | Nevėžis Kiejdany         | Inkaras Kowno                     | 17  | V. Paura (Nevėžis Kiejdany) | 17 klubów                          |
| 1970                                                                              |   |   | 2 | Atletas Kowno            | Politechnika Kowno       | Nevėžis Kiejdany                  | 20  | Vytautas Dirmeikis (Atletas Kowno) | 17 klubów                          |
| 1971                                                                              |   |   | 1 | Pažanga Wilno            | Atlantas Kłajpeda        | Vienybė Wiłkomierz                | 13  | R. Daunoravičius (Vienybė Wiłkomierz), E. Milius (Minija Kretynga)                                                                                      | 16 klubów                          |
| 1972                                                                              |   |   | 2 | Nevėžis Kiejdany         | Pažanga Wilno            | Dainava Olita                     | 13  | R. Balčiūnas (Pažanga Wilno) | 15 klubów                          |
| 1973                                                                              |   |   | 3 | Nevėžis Kiejdany         | Atlantas Kłajpeda        | Dainava Olita                     | ?   | ? | 2 rundy, 2gr.po 14 i 12 klubów     |
| 1974                                                                              |   |   | 1 | Tauras Szawle            | Vienybė Wiłkomierz       | Atmosfera Możejki                 | 20  | R. Daunoravičius (Vienybė Wiłkomierz) | 2 rundy, 2gr.po 13 i 12 klubów     |
| 1975                                                                              |   |   | 1 | Dainava Olita            | Pažanga Wilno            | Sūduva Kapsukas                   | 17  | Eugenijus Kurguznikovas (Sūduva Kapsukas), V. Ščerbakovas (Atletas Kowno)                                                                               | 2 rundy, 2gr.po 14 i 12 klubów     |
| 1976                                                                              |   |   | 1 | Atmosfera Możejki        | Vienybė Wiłkomierz       | Pažanga Wilno                     | ?   | ? | 2 rundy, 2gr.po 14 i 12 klubów     |
| 1977                                                                              |   |   | 2 | Statybininkas Szawle     | Kelininkas Kowno         | Atmosfera Możejki                 | 15  | R. Daunoravičius (Vienybė Wiłkomierz), Romas Šiaulys (Atmosfera Możejki)                                                                                | 2 rundy, 2gr.po 15 i 12 klubów     |
| 1978                                                                              |   |   | 1 | Atlantas Kłajpeda        | Statybininkas Szawle     | Banga Kowno                       | 13  | R. Nausėda (Atletas Kowno) | 16 klubów                          |
| 1979                                                                              |   |   | 2 | Atmosfera Możejki        | Kelininkas Kowno         | Nevėžis Kiejdany                  |     | ? | 17 klubów                          |
| 1980                                                                              |   |   | 2 | Atlantas Kłajpeda        | Tauras Szawle            | Politechnika Kowno                | 16  | Edvardas Maliauskas (Atlantas Kłajpeda) | 18 klubów                          |
| 1981                                                                              |   |   | 3 | Atlantas Kłajpeda        | Kelininkas Kowno         | Pažanga Wilno                     | 21  | Vitalijus Stankevičius (Inkaras Kowno) | 18 klubów                          |
| 1982                                                                              |   |   | 2 | Pažanga Wilno            | Atlantas Kłajpeda        | Tauras Szawle                     | 17  | Edvardas Maliauskas (Atlantas Kłajpeda) | 16 klubów                          |
| 1983                                                                              |   |   | 3 | Pažanga Wilno            | Atlantas Kłajpeda        | Tauras Szawle                     | 21  | Rimantas Viktoravičius (Tauras Szawle) | 16 klubów                          |
| 1984                                                                              |   |   | 4 | Atlantas Kłajpeda        | Ekranas Poniewież        | SRT Vilnius                       | 17  | Jurijus Gordejevas (Atlantas Kłajpeda) | 18 klubów                          |
| 1985                                                                              |   |   | 1 | Ekranas Poniewież        | Atlantas Kłajpeda        | SRT Vilnius                       | 16  | K. Valantiejus (SRT Vilnius) | 17 klubów                          |
| 1986                                                                              |   |   | 1 | Banga Kowno              | Atlantas Kłajpeda        | Ekranas Poniewież                 | 17  | G. Anilionis (Banga Kowno) | 16 klubów                          |
| 1987                                                                              |   |   | 2 | Tauras Taurogi           | SRT Vilnius              | Inkaras Kowno                     | 23  | Jurijus Gordejevas (SRT Vilnius) | 17 klubów                          |
| 1988                                                                              |   |   | 1 | SRT Vilnius              | Inkaras Kowno            | Ekranas Poniewież                 | 20  | Remigijus Bubliauskas (Tauras Taurogi), Jurijus Gordejevas (SRT Vilnius), Saulius Vertelis (Atmosfera Możejki)                                          | 16 klubów                          |
| 1989                                                                              |   |   | 2 | Banga Kowno              | Ekranas Poniewież        | Sirijus Kłajpeda                  | 17  | A. Vertelis (Atmosfera Możejki) | 16 klubów                          |

| Sezon                                                                | K | K | T  | Mistrz            | Wicemistrz             | III miejsce       | Br. | Król strzelców                         | Uwagi                                               |
| Mistrzostwa Litwy w piłce nożnej (lit. Lietuvos futbolo čempionatas) |   |   |    |                   |                        |                   |     |                                        |                                                     |
| 1990                                                                 |   |   | 1  | Sirijus Kłajpeda  | Ekranas Poniewież      | Žalgiris Wilno    | 22  | Dalius Bajorūnas (Tauras Szawle)       | 2 rundy: 2ligi po 8 i 16 klubów; 8 klubów sys.puch. |
| 1991                                                                 |   |   | 1  | Žalgiris Wilno    | Lietuvos Makabi Wilno  | FBK Kowno         | 13  | Egidijus Meidus (Vilija Kowno)         | 15 klubów                                           |
| 1991/92                                                              |   |   | 2  | Žalgiris Wilno    | Panerys Wilno          | Sirijus Kłajpeda  | 14  | Vaidotas Šlekys (Ekranas Poniewież)    | 14 klubów                                           |
| 1992/93                                                              |   |   | 1  | Ekranas Poniewież | Žalgiris Wilno         | Panerys Wilno     | 16  | Vaidotas Šlekys (Ekranas Poniewież)    | 2 rundy, 14 klubów                                  |
| 1993/94                                                              |   |   | 1  | ROMAR Możejki     | Žalgiris Wilno         | Ekranas Poniewież | 16  | Vaidotas Šlekys (Ekranas Poniewież)    | 12 klubów                                           |
| 1994/95                                                              |   |   | 1  | Inkaras Kowno     | Žalgiris Wilno         | ROMAR Możejki     | 24  | Eimantas Poderis (Žalgiris Wilno)      | 12 klubów                                           |
| 1995/96                                                              |   |   | 2  | Inkaras Kowno     | Kareda Szawle          | Žalgiris Wilno    | 25  | Edgaras Jankauskas (Žalgiris Wilno)    | 2 rundy, 15 klubów                                  |
| 1996/97                                                              |   |   | 1  | Kareda Szawle     | Žalgiris Wilno         | Inkaras Kowno     | 14  | Remigijus Pocius (Kareda Szawle)       | 2 rundy, 16 klubów                                  |
| 1997/98                                                              |   |   | 2  | Kareda Szawle     | Žalgiris Wilno         | Ekranas Poniewież | 26  | Vidas Dančenka (Kareda Szawle)         | 16 klubów                                           |
| 1998/99                                                              |   |   | 3  | Žalgiris Wilno    | Kareda Szawle          | FBK Kowno         | 14  | Artūras Fomenka (Kareda Szawle)        | 13 klubów                                           |
| 1999                                                                 |   |   | 1  | FBK Kowno         | Žalgiris Wilno         | Atlantas Kłajpeda | 10  | Nerijus Vasiliauskas (Žalgiris Wilno)  | 10 klubów                                           |
| 2000                                                                 |   |   | 2  | FBK Kowno         | Žalgiris Wilno         | Atlantas Kłajpeda | 26  | Andrius Velička (FBK Kowno)            | 10 klubów                                           |
| 2001                                                                 |   |   | 3  | FBK Kowno         | Atlantas Kłajpeda      | Žalgiris Wilno    | 24  | Remigijus Pocius (FBK Kowno)           | 10 klubów                                           |
| 2002                                                                 |   |   | 4  | FBK Kowno         | Atlantas Kłajpeda      | Ekranas Poniewież | 19  | Audrius Šlekys (FBK Kowno)             | 9 klubów                                            |
| 2003                                                                 |   |   | 5  | FBK Kowno         | Ekranas Poniewież      | Vėtra Rudziszki   | 16  | Ričardas Beniušis (Atlantas Kłajpeda)  | 8 klubów                                            |
| 2004                                                                 |   |   | 6  | FBK Kowno         | Ekranas Poniewież      | Atlantas Kłajpeda | 19  | Povilas Lukšys (Ekranas Poniewież)     | 8 klubów                                            |
| 2005                                                                 |   |   | 2  | Ekranas Poniewież | FBK Kowno              | Sūduva Mariampol  | 27  | Mantas Savėnas (Ekranas Poniewież)     | 10 klubów                                           |
| 2006                                                                 |   |   | 7  | FBK Kowno         | Ekranas Poniewież      | Vėtra Wilno       | 18  | Serhij Kuznecow (Vėtra Wilno)          | 10 klubów                                           |
| 2007                                                                 |   |   | 8  | FBK Kowno         | Sūduva Mariampol       | Ekranas Poniewież | 26  | Povilas Lukšys (Ekranas Poniewież)     | 10 klubów                                           |
| 2008                                                                 |   |   | 3  | Ekranas Poniewież | FBK Kowno              | Vėtra Wilno       | 14  | Rafael Gaúcho (FBK Kowno)              | 8 klubów                                            |
| 2009                                                                 |   |   | 4  | Ekranas Poniewież | Vėtra Wilno            | Sūduva Mariampol  | 20  | Valdas Trakys (Ekranas Poniewież)      | 8 klubów                                            |
| 2010                                                                 |   |   | 5  | Ekranas Poniewież | Sūduva Mariampol       | Žalgiris Wilno    | 16  | Povilas Lukšys (Sūduva Mariampol)      | 10 klubów                                           |
| 2011                                                                 |   |   | 6  | Ekranas Poniewież | Žalgiris Wilno         | Sūduva Mariampol  | 19  | Deivydas Matulevičius (Žalgiris Wilno) | 12 klubów                                           |
| 2012                                                                 |   |   | 7  | Ekranas Poniewież | Žalgiris Wilno         | Sūduva Mariampol  | 35  | Artūras Rimkevičius (FK Szawle)        | 10 klubów                                           |
| 2013                                                                 |   |   | 4  | Žalgiris Wilno    | Atlantas Kłajpeda      | Ekranas Poniewież | 27  | Nerijus Valskis (Sūduva Mariampol)     | 13 klubów                                           |
| 2014                                                                 |   |   | 5  | Žalgiris Wilno    | Kruoja Pokroje         | Atlantas Kłajpeda | 19  | Niko Tokić (FK Szawle)                 | 10 klubów                                           |
| 2015                                                                 |   |   | 6  | Žalgiris Wilno    | FK Troki               | Atlantas Kłajpeda | 28  | Tomas Radzinevičius (Sūduva M.)        | 10 klubów                                           |
| 2016                                                                 |   |   | 7  | Žalgiris Wilno    | FK Troki               | Sūduva Mariampol  | 20  | Andrija Kaluđerović (Žalgiris Wilno)   | 8 klubów                                            |
| 2017                                                                 |   |   | 1  | Sūduva Mariampol  | Žalgiris Wilno         | FK Troki          | 18  | Darvydas Šernas (Žalgiris Wilno)       | 8 klubów                                            |
| 2018                                                                 |   |   | 2  | Sūduva Mariampol  | Žalgiris Wilno         | FK Troki          | 23  | Liviu Antal (Žalgiris Wilno)           | 8 klubów                                            |
| 2019                                                                 |   |   | 3  | Sūduva Mariampol  | Žalgiris Wilno         | Riteriai Wilno    | 27  | Tomislav Kiš (Žalgiris Wilno)          | 8 klubów                                            |
| 2020                                                                 |   |   | 8  | Žalgiris Wilno    | Sūduva Mariampol       | Žalgiris Kowno    | 13  | Hugo Vidémont (Žalgiris Wilno)         | 6 klubów                                            |
| 2021                                                                 |   |   | 9  | Žalgiris Wilno    | Sūduva Mariampol       | Žalgiris Kowno    | 17  | Hugo Vidémont (Žalgiris Wilno)         | 10 klubów                                           |
| 2022                                                                 |   |   | 10 | Žalgiris Wilno    | Žalgiris Kowno         | FK Poniewież      | 16  | Renan Oliveira (Žalgiris Wilno)        | 10 klubów                                           |
| 2023                                                                 |   |   | 1  | FK Poniewież      | Žalgiris Wilno         | FA Szawle         | 19  | Mathias Oyewusi (Žalgiris Wilno)       | 10 klubów                                           |
| 2024                                                                 |   |   | 11 | Žalgiris Wilno    | Hegelmann Raudondvaris | Žalgiris Kowno    | 20  | Liviu Antal (Žalgiris Wilno)           | 10 klubów                                           |

## Statystyka

### Klasyfikacja według klubów
W dotychczasowej historii Mistrzostw Litwy na podium oficjalnie stawało w sumie 42 drużyny. Liderem klasyfikacji jest Žalgiris Wilno, który zdobył 11 tytułów mistrzowskich.
Stan po zakończeniu sezonu 2024.
| Lp. | Klub                      | Miejsca na podium | Miejsca na podium | Miejsca na podium | Zwycięskie sezony                              |    |   |                                                                        |
| --- | ------------------------- | ----------------- | ----------------- | ----------------- | ---------------------------------------------- | -- | - | ---------------------------------------------------------------------- |
| Lp. | Klub                      | 1.                | Žalgiris Wilno    | 11                | Zwycięskie sezony                              | 13 | 4 | 1991, 1991/92, 1998/99, 2013, 2014, 2015, 2016, 2020, 2021, 2022, 2024 |
| 2.  | FBK Kowno                 | 8                 | 2                 | 1                 | 1999, 2000, 2001, 2002, 2003, 2004, 2006, 2007 |    |   |                                                                        |
| 3.  | Ekranas Poniewież         | 7                 | 4                 | 5                 | 1992/93, 2005, 2008, 2009, 2010, 2011, 2012    |    |   |                                                                        |
| 4.  | Kovas Kowno               | 6                 | 4                 | 1                 | 1924, 1925, 1926, 1933, 1935, 1936             |    |   |                                                                        |
| 5.  | KSS Kłajpeda              | 6                 | 3                 | 0                 | 1928, 1929, 1930, 1931, 1937, 1937/38          |    |   |                                                                        |
| 6.  | LFLS Kowno                | 5                 | 6                 | 2                 | 1922, 1923, 1927, 1932, 1942                   |    |   |                                                                        |
| 7.  | Sūduva Mariampol          | 3                 | 4                 | 5                 | 2017, 2018, 2019                               |    |   |                                                                        |
| 8.  | Kareda Szawle             | 2                 | 2                 | 1                 | 1996/97, 1997/98                               |    |   |                                                                        |
| 9.  | Inkaras Kowno             | 2                 | 0                 | 1                 | 1994/95, 1995/96                               |    |   |                                                                        |
| 10. | LGSF Kowno                | 1                 | 1                 | 4                 | 1938/39                                        |    |   |                                                                        |
| 11. | FK Poniewież              | 1                 | 0                 | 1                 | 2023                                           |    |   |                                                                        |
| 11. | ROMAR Możejki             | 1                 | 0                 | 1                 | 1993/94                                        |    |   |                                                                        |
| 11. | Sirijus Kłajpeda          | 1                 | 0                 | 1                 | 1990                                           |    |   |                                                                        |
| 14. | MSK Kowno                 | 1                 | 0                 | 0                 | 1934                                           |    |   |                                                                        |
| 14. | Tauras Kowno              | 1                 | 0                 | 0                 | 1942/43                                        |    |   |                                                                        |
| 16. | Atlantas Kłajpeda         | 0                 | 3                 | 5                 |                                                |    |   |                                                                        |
| 17. | Riteriai Wilno            | 0                 | 2                 | 3                 |                                                |    |   |                                                                        |
| 18. | MSK Panevėžys             | 0                 | 2                 | 0                 |                                                |    |   |                                                                        |
| 19. | LDS Szawle                | 0                 | 1                 | 3                 |                                                |    |   |                                                                        |
| 19. | Vėtra Wilno               | 0                 | 1                 | 3                 |                                                |    |   |                                                                        |
| 19. | Žalgiris Kowno            | 0                 | 1                 | 3                 |                                                |    |   |                                                                        |
| 22. | KSK Kultus Kowno          | 0                 | 1                 | 1                 |                                                |    |   |                                                                        |
| 22. | Panerys Wilno             | 0                 | 1                 | 1                 |                                                |    |   |                                                                        |
| 22. | Sportverein Pojegi        | 0                 | 1                 | 1                 |                                                |    |   |                                                                        |
| 25. | Hegelmann Raudondvaris    | 0                 | 1                 | 0                 |                                                |    |   |                                                                        |
| 25. | Kruoja Pokroje            | 0                 | 1                 | 0                 |                                                |    |   |                                                                        |
| 25. | Lietuvos Makabi Wilno     | 0                 | 1                 | 0                 |                                                |    |   |                                                                        |
| 25. | Sportverein Szawle        | 0                 | 1                 | 0                 |                                                |    |   |                                                                        |
| 29. | Freya Kłajpeda            | 0                 | 0                 | 3                 |                                                |    |   |                                                                        |
| 30. | Gubernija Szawle          | 0                 | 0                 | 2                 |                                                |    |   |                                                                        |
| 31. | Banga Kowno               | 0                 | 0                 | 1                 |                                                |    |   |                                                                        |
| 31. | FA Szawle                 | 0                 | 0                 | 1                 |                                                |    |   |                                                                        |
| 31. | KSS Telsze                | 0                 | 0                 | 1                 |                                                |    |   |                                                                        |
| 31. | LFLS Wilno                | 0                 | 0                 | 1                 |                                                |    |   |                                                                        |
| 31. | LFLS-2 Kowno              | 0                 | 0                 | 1                 |                                                |    |   |                                                                        |
| 31. | LGSF Wilno                | 0                 | 0                 | 1                 |                                                |    |   |                                                                        |
| 31. | Makabi Szawle             | 0                 | 0                 | 1                 |                                                |    |   |                                                                        |
| 31. | MTV Szawle                | 0                 | 0                 | 1                 |                                                |    |   |                                                                        |
| 31. | Spielvereinigung Kłajpeda | 0                 | 0                 | 1                 |                                                |    |   |                                                                        |
| 31. | Sveikata Kibarty          | 0                 | 0                 | 1                 |                                                |    |   |                                                                        |
| 31. | Šaulys Wiłkomierz         | 0                 | 0                 | 1                 |                                                |    |   |                                                                        |
| 31. | Švyturys Kłajpeda         | 0                 | 0                 | 1                 |                                                |    |   |                                                                        |

### Klasyfikacja według miast
Stan po zakończeniu sezonu 2024.
| Miasto    | Liczba tytułów | Kluby |
| --------- | -------------- | --- |
| Kowno     | 24             | FBK Kaunas (8), Kovas Kowno (6), LFLS Kaunas (5), Inkaras Kowno (2), LGSF Kaunas (1), MSK Kowno (1), Tauras Kowno (1) |
| Wilno     | 11             | Žalgiris Wilno (11)                                                                                                   |
| Poniewież | 8              | Ekranas Poniewież (7), FK Poniewież (1)                                                                               |
| Kłajpeda  | 7              | KSS Klaipėda (6), Sirijus Kłajpeda (1)                                                                                |
| Mariampol | 3              | Sūduva Mariampol (3)                                                                                                  |
| Szawle    | 2              | FK Kareda (2) |
| Możejki   | 1              | FK Mažeikiai (1) |

## Uczestnicy
Są 48 zespołów, które wzięli udział w 35 sezonach Mistrzostw Litwy, które były prowadzone od 1990 aż do sezonu 2024 łącznie. Tylko Žalgiris Wilno był zawsze obecny w każdej edycji.
Pogrubione zespoły biorące udział w sezonie 2024.
- 35 razy: Žalgiris Wilno
- 29 razy: Atlantas Kłajpeda
- 25 razy: Ekranas Poniewież, Sūduva Mariampol
- 20 razy: FBK Kaunas
- 17 razy: Banga Gorżdy, FK Šiauliai
- 13 razy: Dainava Olita, Inkaras Kowno
- 11 razy: Kareda Szawle, FK Trakai, Tauras Taurogi, Kauno Žalgiris
- 9 razy: Nevezis Kiejdany
- 8 razy: Vėtra Wilno, Panerys Wilno, Žalgiris-2 Wilno
- 7 razy: Kruoja Pokroje, FK Mažeikiai
- 6 razy: Sirijus Kłajpeda, FK Poniewież, Stumbras Kowno
- 5 razy: FK Jonava, FC Vilnius, FK Šilutė, Mūša Ukmergė
- 4 razy: Džiugas Telsze, FC Hegelmann, Neris Wilno, Utenis Uciana
- 3 razy: Lokomotyvas Radziwiliszki, Mastis Telsze
- 2 razy: Atletas Kowno, Geležinis Vilkas Wilno, Granitas Kłajpeda, Interas Wisaginia, FC Klaipėda, FK Palanga, Tauras Szawle
- 1 raz: Alsa-Panerys Wilno, Kauno Jėgeriai, Minija Kretynga, Ranga-Politechnika Kowno, REO Vilnius, Vilija Kowno, FK TransINVEST.